# Прапор Переяслав-Хмельницького району
Пра́пор Переяслав-Хмельницького району затверджений рішенням сесії Переяслав-Хмельницької районної ради від 28 грудня 2001 року.
Автор — О. Кохан.

## Опис
Прямокутне полотнище складається з трьох вертикальних смуг — білої, червоної і білої у співвідношенні 1:4:1; у центрі полотнища зображена біла фортеця з надбрамною церквою, увінчаною жовтим куполом із хрестом, та двома нижчими бічними баштами із гостроверхими жовтими дахами, увінчаними флюгерами; права башта виростає з-за фортечного валу, ліва башта виростає із зубчастого муру, який стоїть перед церквою і фортечним валом; на зачиненій брамі трикутний червоний щит із жовтим князівським знаком Всеволода Ярославича; висота фортеці дорівнює 2/3 висоти полотнища. Співвідношення сторін полотнища 2:3.
Прапор району за кольорами й малюнком повторює герб, а дві вертикальні білі смуги символізують головні річки району Дніпро та його притоку Трубіж.